# Siphosome
Un siphosome est une partie d'un siphonophore, composé de polypes très spécialisés dont le but est la nutrition et la reproduction. Il est caractéristique des siphonophores.

## Composition
Un siphosome se compose d'un suite d'ensembles appelés cormidies reliés au reste du siphonophore par un long tube, le stolon. Chaque cormidie est composé de polypes hautement spécialisés dans une tâche particulière:
- Un gastrozoïde au rôle nourricier, qui pêche à l'aide d'un long filament parcouru de nématocystes et qui nourrit ainsi la colonie entière[1].

- Un dactylozoïde ou cystozoïde au rôle excréteur et défensif ayant lui aussi un tentacule, la palpacule riche aussi en nématocystes[2]. Ce serait probablement des gastrozoïdes réduits[1].

- Une ou des bractée(s) ou azpidozoïde(s). Composé d'un seul muscle servant de bouclier, son rôle est exclusivement défensif[2],[3].

- Plusieurs gonozoïdes, les zooïdes reproducteurs. Quelques espèces possèdent des gonozoïdes des deux genres mais les colonies des autres espèces sont exclusivement mâles ou femelles[3]. Dans le sous-ordre des calycophores, les cormidies en fin de vie se détachent du reste de la colonie, formant un organisme libre, l'eudoxie[2], ce qui permet la dispersion des zooïdes reproducteurs[1].